# Comuna Marazlăveni, Cetatea Albă
Marazlăveni (în ucraineană Маразліївка, transliterat: Marazliivka) este o comună în raionul Cetatea Albă, regiunea Odesa, Ucraina, formată din satele Alcalia, Mansburg, Marazlăveni (reședința), Românești și Strasburg.

## Demografie
Componența lingvistică a comunei Marazlăveni
     Ucraineană (82,54%)
     Rusă (14,24%)
     Română (1,91%)
     Alte limbi (1,07%)
Conform recensământului din 2001, majoritatea populației comunei Marazlăveni era vorbitoare de ucraineană (82,54%), existând în minoritate și vorbitori de rusă (14,24%) și română (1,91%).